# Мичуринское (Западно-Казахстанская область)
Мичурино (каз. Мичурино) — село в Байтерекском районе Западно-Казахстанской области Казахстана. Административный центр Мичуринского сельского округа. Код КАТО — 274445100.

## География
Село расположено на левом берегу реки Чаган у северной окраины Уральска.

## История
В целях обеспечения Уральска и области овощами и фруктами в мае 1955 года вышло постановление Совета Министров республики об организации вблизи областного центра специализированного хозяйства плодоовощного совхоза «Уральский».
Было переименовано из «Плодоовощной» в «Мичурино». В начале 2010-х годов произошёл потоп, вследствие чего была построена дамба, в строительстве которой принимали участие все жители села.

## Население
В 1999 году население села составляло 3294 человека (1546 мужчин и 1748 женщин). По данным переписи 2009 года, в селе проживали 4924 человека (2329 мужчин и 2595 женщин).

## Образование
На территории села находится школа включающая в себя обучение и на казахском и на русском языке. По данным за 2021/2022 учебный год в школе обучается более 900 учеников.